# Torreano
Torreano (Sloveens: Tovorjana) is een gemeente in de Italiaanse provincie Udine (regio Friuli-Venezia Giulia) en telt 2301 inwoners (31-12-2004). De oppervlakte bedraagt 34,9 km², de bevolkingsdichtheid is 67 inwoners per km².

## Demografie
Torreano telt ongeveer 956 huishoudens. Het aantal inwoners steeg in de periode 1991-2001 met 0,3% volgens cijfers uit de tienjaarlijkse volkstellingen van ISTAT.
| Jaar | Inwoneraantal |
| ---- | ------------- |
| 1991 | 2259          |
| 2001 | 2266          |

## Geografie
De gemeente ligt op ongeveer 189 m boven zeeniveau.
Torreano grenst aan de volgende gemeenten: Kobarid (Slovenië), Cividale del Friuli (Sloveens: Čedad), Faedis (Sloveens: Fojda), Moimacco (Friulaans: Muimans), Pulfero (Sloveens: Podbenesec), San Pietro al Natisone (Sloveens: Špeter, Friulaans: San Pieri dai Sclavons).